# King's German Legion

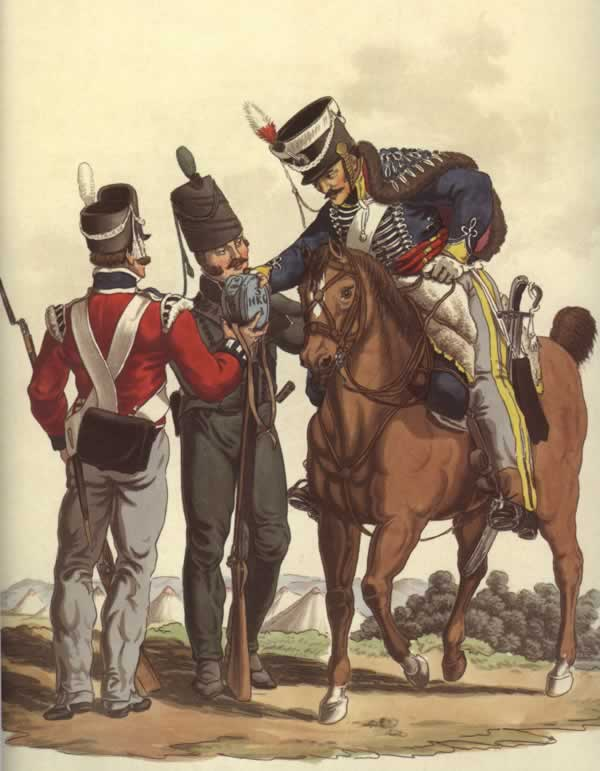
Membros da Legião Germânica do Rei

A King's German Legion (Legião Germânica do Rei, em Português) era uma unidade militar britânica, organizada em 1803 e era constituída maioritariamente por soldados hanoverianos. Foi extinta em 1816.

## Antecedentes
Ao ter início a Guerra Franco-Britânica de 1803-1805, o Reino Unido declarou guerra à França em 18 de Maio de 1803 e as tropas francesas invadiram o Eleitorado de Hanôver a 26 de Maio. A 5 de Julho era assinada a Convenção de Artlenburg que formalizava a rendição do Eleitorado e, em consequência, o seu exército foi extinto.
Muitos oficiais e soldados de Hanover fugiram para o Reino Unido. Georg Ludwig (28 Maio 1660 – 11 Junho 1727) era, desde 1698, o Eleitor de Hanover e, a 1 de Agosto de 1714 tornou-se Rei da Grã Bretanha e Irlanda, (George I). Quando as tropas francesas invadiram o Eleitorado, George III, Rei da Grã Bretanha e Irlanda era o Eleitor de Hanover. A Convenção de Artlenburg estipulava que os homens do exército hanoveriano não poderiam pegar em armas contra a França mas o Rei George III recusou ratificar esta convenção. Esta ligação com o Reino Unido e a inimizade comum com a França facilitaram a criação da Legião Germânica do Rei.
Ainda em 1803, o major Collin Halkett (1774–1856), oficial britânico, e o coronel Johann Friedrich Graf von der Decken (25 Maio 1769 - 22 Maio 1840), oficial hanoveriano que então prestava serviço no 60º Regimento de Infantaria britânico, ajudante do Duque de Cambridge, receberam ordens para organizarem um corpo de infantaria ligeira que iria chamar-se Regimento Germânico do Rei. O recrutamento ultrapassou em muito as expectativas e, em Dezembro de 1803, estava formado um corpo de tropas que incluía infantaria, cavalaria e artilharia e que ficou a chamar-se Legião Germânica do Rei (LGR).

## Organização e Instrução

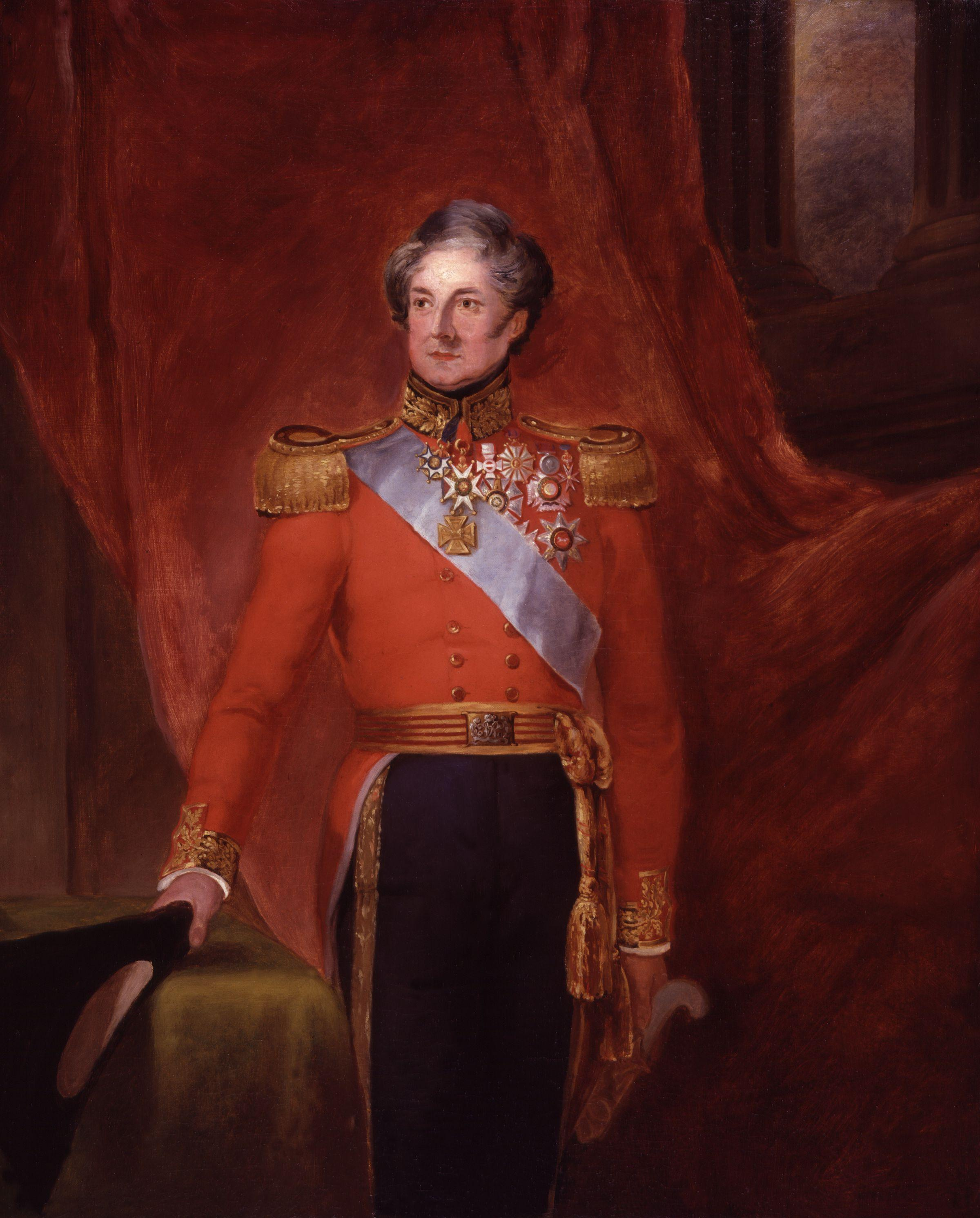
Colin Halkett ajudou a criar a King's German Legion.

Este corpo de tropas era formado essencialmente por militares hanoverianos mas nas suas fileiras acabaram por ser incorporados Dinamarqueses, Holandeses, Suíços, Suecos, Húngaros, Polacos e Alemães de outros estados. O documento que criou a lgr estabelecia no seu Artigo III que não devem ser aceites neste corpo de tropas os Franceses, os Italianos e os Espanhóis. Por razões diferentes, também não era permitida a incorporação de Ingleses.
No início de 1805 a lgr estava organizada da seguinte forma:
- Brigada de Cavalaria com dois regimentos, um de Dragões, outro de Dragões Ligeiros;
- Brigada de Infantaria Ligeira com dois batalhões;
- Três Brigadas de Infantaria de Linha, cada uma com dois batalhões;
- Corpo de Artilharia com três baterias de artilharia de campanha e duas baterias de artilharia a cavalo;
- Corpo de Engenheiros que era formado exclusivamente por oficiais.

A instrução das tropas era superior à das unidades britânicas. Ao contrário dos oficiais britânicos, que entregavam o treino das tropas aos seus sargentos, os oficiais hanoverianos dirigiam pessoalmente a instrução e daí resultava um grau de eficácia mais elevado. As unidades que incorporavam soldados não hanoverianos tinham tendência a diminuir o seu grau de eficácia. O elevado grau de competência dos oficiais hanoverianos era reconhecido pelos Britânicos, de tal forma que alguns oficiais hanoverianos assumiram elevados cargos no Exército Britânico. Por exemplo, no exército de Wellington, na Península Ibérica, encontramos o general Charles von Alten a comandar a Divisão Ligeira, após a morte de Robert Craufurd no Cerco de Ciudad Rodrigo, ou a 3ª Divisão em Waterloo.
Em 1811, a LGR tinha levantado mais dois batalões de infantaria de linha (ficou com oito, organizados em quatro brigadas), e três regimentos de cavalaria.

## Emprego Operacional

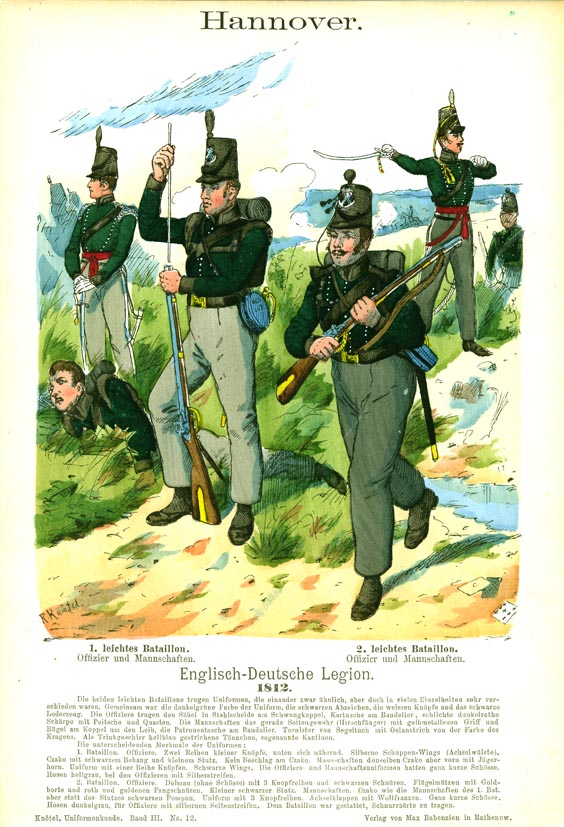
Tropas de infantaria ligeira da Legião Germânica do Rei.

A LGR nunca actuou como um todo em nenhum dos teatros de operações em que actuou. Em cada campanha participaram sempre apenas parte das suas unidades. As principais campanhas em que encontramos tropas da LGR foram:
- Expedição a Hanover, 1805-1806;
- Pomerânia, 1807;
- Copenhagen, 1807;
- Sicília, 1808-1810;
- Guerra Peninsular, 1808-1814;
- Norte da Alemanha, 1813;
- Waterloo, 1815.

Na Península Ibérica, as unidades da LGR que integravam o corpo de tropas de Sir John Moore iniciaram o seu desembarque, a 25 de Agosto de 1808, na praia da Maceira. Daqui seguiram para Espanha onde participaram na fatídica campanha que terminou com a Batalha da Corunha (16 de Janeiro de 1809).
Quando Wellington regressa a Portugal, no decorrer da Segunda Invasão Francesa, conta no seu exército com unidades da KGL, de infantaria, cavalaria e artilharia. A partir daqui, encontramos estas tropas em todas as principais batalhas em que o exército anglo-luso enfrenta os franceses: Batalha do Douro, Talavera, Buçaco, Barrossa, Fuentes de Oñoro, Albuera (sob comando de Beresford), Ciudad Rodrigo, Badajoz, Salamanca, Vitória, San Sebastian, nas Batalhas dos Pirenéus, Tarragona (sob comando de Sir John Murray), Nivelle, Nive e outras. A KLGR foi um elemento essencial do exército de Wellington.

## Extinção da LGR
Após a Batalha de Waterloo e por proclamação do Príncipe Regente de 24 de Dezembro de 1815, as unidades da LGR foram enviadas para Hanover onde foram desmobilizadas a 24 de Fevereiro de 1816. Algumas unidades que se encontravam em Itália foram desmobilizadas três meses mais tarde.
Desde a sua formação, em 1803, a Legião Germânica do Rei sofreu numerosas baixas nas campanhas em que participou. Ao todo perderam 5.848 vidas.